# Lionel Hampton
Lionel Leo Hampton (20. duben 1908 – 31. srpen 2002) byl americký jazzový vibrafonista, bubeník, kapelník a herec. Spolu s Redem Norvem patřil k jedněm z prvních jazzových hráčů s vibrafonem. Hampton se řadí mezi největší jména v historii jazzu, pracoval se špičkami v tomto oboru, jakými byli Benny Goodman, Buddy Rich, Charlie Parker a Quincy Jones. V roce 1992 byl uveden do alabamské jazzové síně slávy.

## Životopis

### Mládí
Lionel Hampton se narodil v roce 1908 a byl vychováván babičkou. Zdroje se různí v tom, zda se narodil v Louisville v Kentucky, v Birminghamu v Alabamě nebo v Daytonu v Ohio. Mládí strávil v Kenoshe ve Wisconsin předtím, než se se svojí rodinou v roce 1916 přestěhovali do Chicaga v Illinois. Jako dítě byl Hampton členem Bud Billiken Clubu, který byl alternativou chlapeckého skautského oddílu Ameriky kvůli segregaci. Ve 20. letech – kdy byl stále teenager – bral lekce na xylofon u Jimmyho Bertranda a začal hrát na bicí. Byl vychován jako římský katolík a na Akademii svaté Rosarie u Chicaga začal hrát na malou flétnu spolu s bicími.

### Začátek kariéry
Hampton začal svoji kariéru hrou na bicí v kapele Chicago Defender Newsboy's Band, přitom byl stále teenager. Skupina byla vedená majorem N. Clarkem Smithem. V roce 1927 nebo 1928 se přestěhoval do Kalifornie a hrál na bicí v Dixieland Blues-Blowers. Svoje debutovou nahrávku vytvořil s kapelou The Quality Serenaders vedenou Paulem Howardem, pak odešel do Culver City a hrál na bicí pro kapelu Les Hite v Sebastian's Cotton Clubu. Během tohoto období začal trénovat hru na vibrafon. V roce 1930 přišel do Kalifornie Louis Armstrong a najal si skupinu Les Hite a požádal Hamptona, zda by na vibrafon nezahrál dva songy. Tak začala jeho kariéra vibrafonisty, čímž zpopularizoval do té doby téměř neznámý nástroj.
Zatímco pracoval se skupinou Les Hite, také příležitostně vystupoval s Natem Shilkrerem a jeho orchestrem. Počátkem 30. let studoval hudbu na Univerzitě Jižní Kalifornie. V roce 1934 vedl svůj vlastní orchestr a pak se v roce 1936 objevil ve filmu Binga Cosbyho Penny z nebe spolu s Louisem Armstrongem (měl na scéně masku a hrál přitom na bicí).

### S Benny Goodmanem
Rovněž v listopadu 1936 přijel do Los Angeles orchestr Bennyho Goodmana, aby hrál v Palomar Ballroom. John Hammond přivedl Goodmana, aby se podíval, jak hraje Hampton. Hampton spolu s Billiem Holidayem hráli v orchestru Bennyho Goodmana, kterého objevil právě Hammond. Goodman požádal Hamptona, aby se připojil k Benny Goodman Trio, které do té doby tvořili Goodman, Teddy Wilson a Gene Krupa. Vznikl tak Benny Goodman Quartet. Trio a Quartet byli mezi prvními rasově integrovanými jazzovými kapelami, které nahrávaly a vystupovaly před velkým publikem a byly vedoucí malou skupinou v období, kdy jazzu dominovali big bandy.

### Orchestr Lionela Hamptona

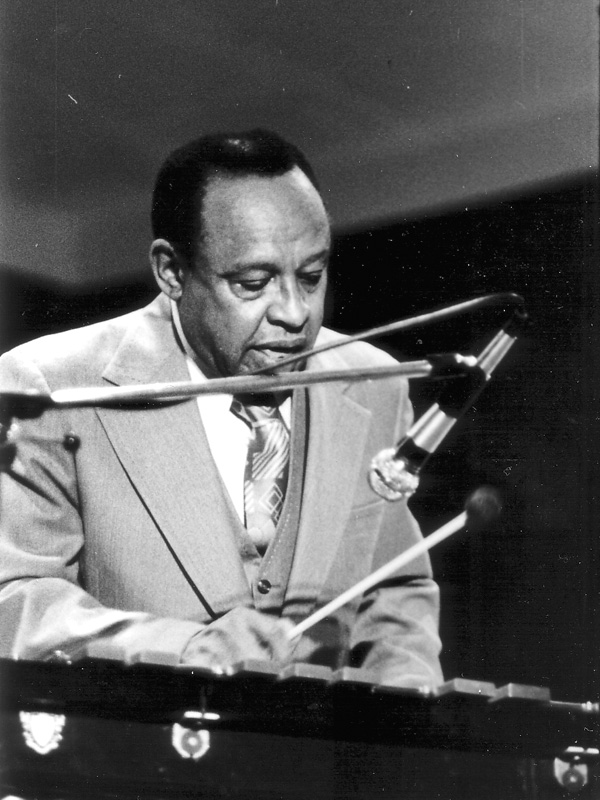
Lionel Hampton během koncertu v Cáchách (Německo) 19. května 1977

Zatímco pracoval Hampton v New Yorku pro Goodmana, nahrával s několika různýma malýma kapelama pod názvem Orchestr Lionela Hamptona, stejně jako s malými skupinami vytvořenými z Goodmanovy kapely. V roce 1940 opustil Hampton Goodmanovu organizaci v přátelském duchu a vytvořil svůj vlastní big band.
Během 40. let a počátkem 50. let byl Hamptonův orchestr velmi populární. Jeho třetí nahrávka s orchestrem v roce 1942 vyprodukovala klasickou verzi „Flying Home“, kde hraje sólo Illinois Jacquet a tím vydláždil cestu žánru rhythm & blues. Výběr se stal oblíbeným a proto Hampton v roce 1944 nahrál „Flying Home, Number Two“ s Arnettem Cobbem. Song se stal tematickou písní pro všechny tři. V roce 1944 se k Hamptonovi připojil kytarista Billy Mackel a vystupoval s ním a nahrával skoro nepřetržitě až do konce 70. let. V roce 1947 nahrál na koncertě „Just Jazz“ s Charliem Shaversem a Slamem Stewartem píseň Stardust.
Hamptonova kapela hrála jazz a mezi lety 1945 až do počátku 50. let jazz mixovaný s rhythm & blues. Nahrávala u firmy Decca Records a zahrnovala i umělce, kteří se proslavili v 50. a 60. letech, jakými byli např. skladatel a basista Charles Mingus, saxofonista Johnny Griffin, kytarista Wes Montgomery, vokalista Dinah Washington a klávesista Milt Buckner. K dalším umělcům v kapele stojícím za povšimnutí patřili trumpetisté Dizzy Gillespie, Cat Anderson, Kenny Dorham a Snooky Young, trombonista Jimmy Cleveland a saxofonisté Illinois Jacquet a Jerome Richardson.
V roce 1953 byl orchestr na evropském turné s Cliffordem Brownem, Gigi Grycem, Georgem Wallingtonem a Artem Farmerem; Quincy Jones byl aranžér a trumpetista a Annie Rossová zpívala. Hampton pokračoval v 40. a 50. letech v nahrávání s malými skupinami, s kapelami, v nichž mimo jiné hráli Oscar Peterson, Art Tatum a Buddy DeFranco. V roce 1955 byl v Kalifornie, kde pracoval na filmu Příběh Bennyho Goodmana. Tam také mohl nahrávat sekce se Stanem Getzem a Artem Tatutem stejně jako se svým big bandem.

### Pozdější kariéra

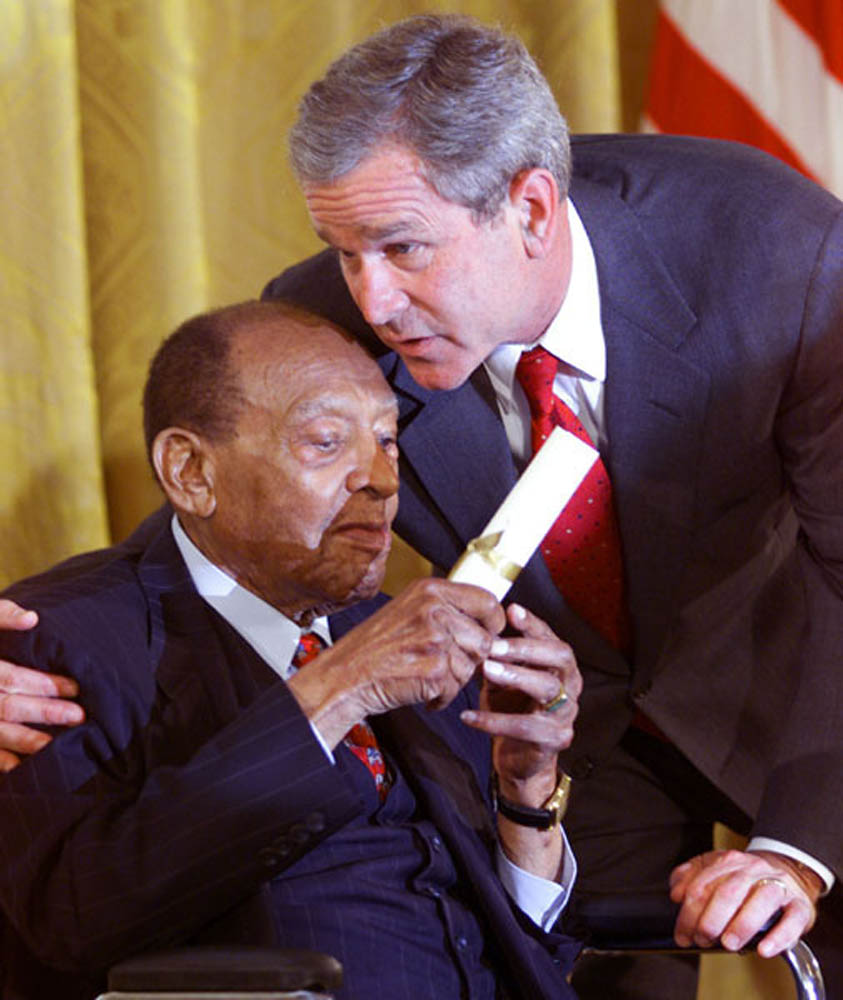
Prezident George W. Bush oceňuje Lionela Hamptona během ceremoniálu při příležitosti Měsíce černé muziky ve Východní místnosti Bílého domu 30. června 2001.

Během 60. let začal veřejný úspěch kapel, které Hampton vedl, upadat. Časy se měnily a on stále předváděl to, co působilo na lidi v 30., 40. a 50. letech. V 70. letech se mu nevedlo o moc lépe, ačkoliv stále aktivně nahrával u vydavatelství Who's Who.
Počátkem února 1984 hrál Hampton se svojí kapelou na každoročním jazzovém festivalu na Univerzitě v Idaho. Následující rok byl festival přejmenován na Jazzový festival Lionela Hamptona. V roce 1987 byla po Hamptonovi přejmenována škola hudby v Ulu. Šlo o první univerzitní hudební školu, která byla po jazzovém hudebníkovi pojmenována.
Hampton zůstal aktivním až do roku 1991, kdy v Paříži zkolaboval přímo na scéně. Tato událost spolu s léty chronické artritidy ho donutila drasticky snížit počet vystoupení. Nicméně v roce 2001 hrál krátce před svou smrtí ve Smithsoniánském národním muzeu americké historie.

## Osobní život
Během 50. let se silně zajímal o judaismus a poskytl peníze Izraeli. V roce 1953 zkomponoval suitu Král David a hrál ji v Izraeli s Bostonským popovým orchestrem. Později se stal křesťanským vědcem. Po většinu jeho života mu manažerku dělala jeho žena. Mnoho hudebníků tvrdilo, že Lionel dělal hudbu a Gladys dělala business. Hampton byl také svobodným zednářským členem 33. stupně řádu Prince Hall v New Yorku. V lednu 1997 postihl jeho apartmán požár a zničil jeho ocenění a majetek; Hampton unikl nezraněn.
Lionel Hampton zemřel 31. srpna 2002 v nemocnici Mount Sinai v New Yorku City na selhání činnosti srdce a je pohřben v Bronxu v New Yorku na hřbitově Woodlawn. Jeho pohřeb se konal 7. září 2002 a hráli na něm v kostele Riverside Church na Manhattanu Wynton Marsalis a jazzová kapela Gully Low Davida Ostwalda; procesí začalo v Cotton Clubu v Harlemu.

## Charita

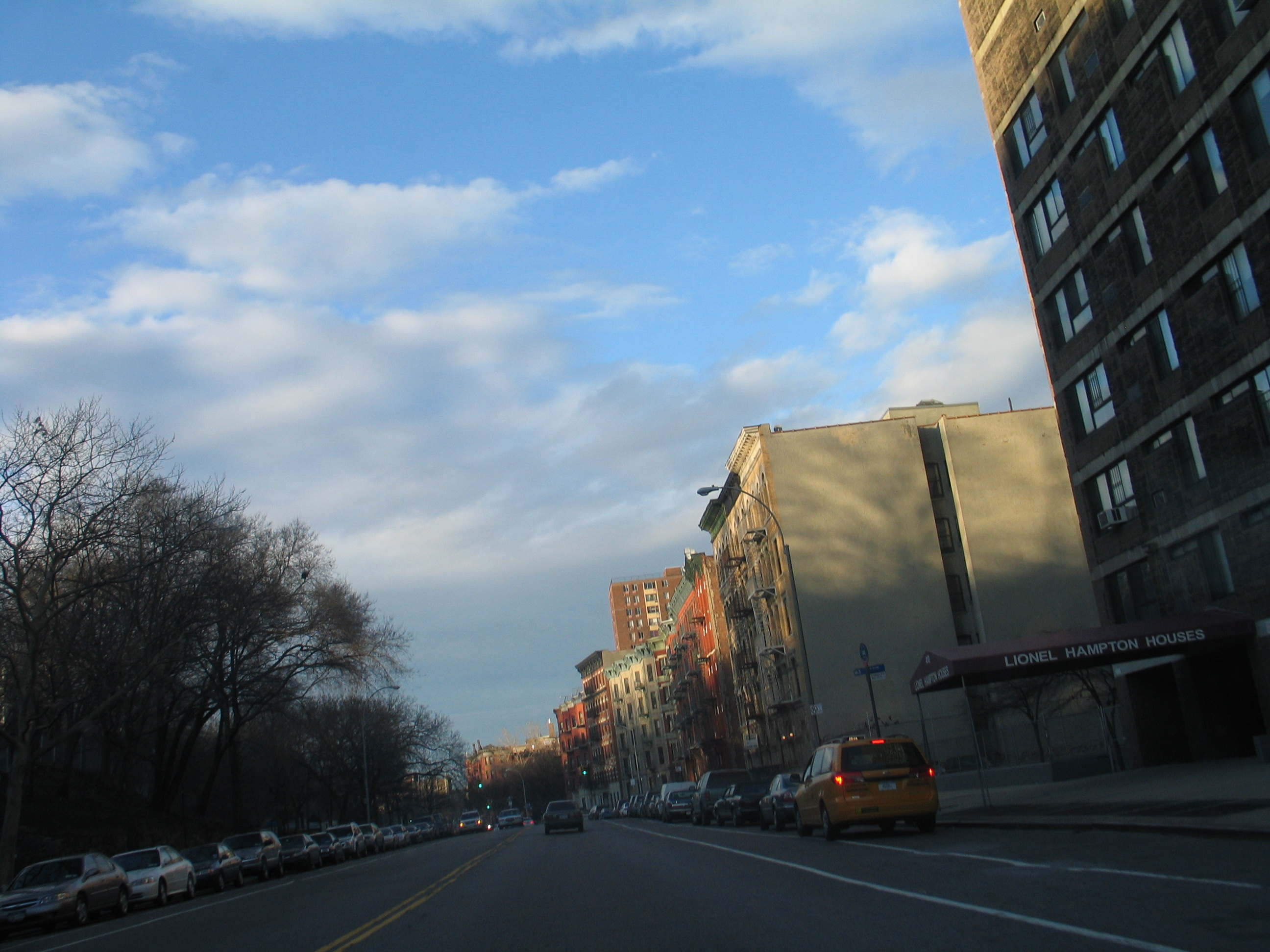
Domy Lionela Hamptona v Harlemu (vpravo vzadu).

Hampton byl hluboce zainteresován do tvorby různých projektů pro veřejné bydlení a založil společnost Lionel Hampton Development Corporation. Výstavba začala s domy Lionela Hamptona v Harlemu v New Yorku v 60. letech, s pomocí republikánského guvernéra Nelsona Rockefellera. Hamptonova žena – Gladys Hamptonová – byla také velmi zainteresovaná v tvorbě projektu na domy pod jejím jménem – Domy Gladys Hamptonové. Gladys zemřela v roce 1971. V 80. letech vytvořil Hampton další projekt na bydlení s názvem Hampton Hills v Newarku v New Jersey. Hampton byl zarytým republikánem a působil během svého života jako delegát na různé Národní republikánské konventy. Po několik let byl místopředsedou Newyorské republikánské komise a byl rovněž členem Newyorské komise pro lidská práva.

## Ocenění
- 2001 – Cena Legenda Harlemského jazzového a hudebního festivalu
- 1996 – Národní medaile umění udělená prezidentem Billem Clintonem
- 1995 – Čestný komisař občanských práv udělený Georgem Patakim
- 1995 – Čestný doktorát na Hudební konzervatoři v Nové Anglii
- 1993 – Čestný doktorát na Marylandské univerzitě Eastern Shore
- 1992 – Uveden do Alabamské jazzové síně slávy
- 1992 – Cena „Přispění ke kulturnímu života národa“ od Centra Johna F. Kennedyho pro hrané umění
- 1988 – Odborný asistent jazzových mistrů Národní nadace umění
- 1988 – Cena síně slávy Národní asociace jazzových učitelů
- 1987 – Čestný doktorát humanitních věd na Univerzitě v Idaho – Ulská škola hudby přejmenována na „Hudební školu Lionela Hamptona“
- 1987 – Pamětní cena Roye Wilkinse od NAACP
- 1986 – Cena „Jeden z druhu“ od společnosti Broadcast Music
- 1984 – Cena Jazzová síň slávy od Institutu pro jazzová studia
- 1984 – Čestný doktorát v hudbě od USC
- 1983 – Cena Mezinárodního filmového a televizního festivalu New Yorku
- 1983 – Čestný doktorát humanitních věd od Státní newyorské univerzity
- 1982 – Hvězda na Hollywoodském chodníku slávy
- 1981 – Čestný doktorát humanitních věd na Státní univerzitě v Glassboro
- 1979 – Čestná doktorát z hudby od Howardovy univerzity
- 1978 – Bronzový medailon od města New York
- 1976 – Čestný doktorát humanitních věd od Univerzity Daniela Haleho Williamse
- 1975 – Čestný doktorát z hudby od Xavierovy univerzity v Louisianě
- 1974 – Čestný doktorát z hudby a umění od Pepperdinské univerzity
- 1968 – Papežská medaile od papeže Pavla VI.
- 1966 – Medaile George Fredericka Handela
- 1957 – Americký ambasador dobré vůle od prezidenta Dwighta D. Eisenhowera
- 1954 –- Cena izraelské státnosti

## Diskografie
| Rok     | Album                                                          | Poznámky                                                                                           | Vydavatelství                          |
| ------- | -------------------------------------------------------------- | -------------------------------------------------------------------------------------------------- | -------------------------------------- |
| 1937–39 | Benny Goodman – The Complete RCA Victor Small Group Recordings | -                                                                                                  | RCA Records                            |
| 1937–39 | Hot Mallets, Vol. 1                                            | -                                                                                                  | Bluebird Records                       |
| 1937–39 | The Jumpin Five, Vol. 2                                        | -                                                                                                  | Bluebird Records                       |
| 1938    | Carnegie Hall Jazz Concert                                     | vedle Bennyho Goodmana                                                                             | Columbia Records                       |
| 1939–40 | Tempo and Swing                                                | mimo jiné Ben Webster, Coleman Hawkins a Nat „King“ Cole                                           | Bluebird Records                       |
| 1944    | Star Dust                                                      | slavná jam sekce „Just Jazz“                                                                       | Verve Records                          |
| 1947    | Just Jazz All Stars                                            | Charlie Shavers, Willie Smith, Corky Corcoran, Milt Buckner, Slam Stewart, Jackie Mills, Lee Young | Vogue 78s/London Records 1972 transfer |
| 1953–54 | The Lionel Hampton Quintet                                     | s DeFrancem a Petersonem. Zahrnuje 17minutovou sekci „Flying Home“.                                | Verve Records                          |
| 1955    | Hamp and Getz                                                  | | Verve Records                          |
| 1958    | The Golden Vibes                                               | s píšťalovým kvintetem                                                                             | Columbia Records                       |
| 1958    | Lionel                                                         | | Audio Fidelity                         |
| 1959    | The Silver Vibes                                               | s trombonovým kvartetem                                                                            | Columbia Records                       |
| 1963    | Benny Goodman Together Again!                                  | Lionel Hampton, Teddy Wilson & Gene Krupa                                                          | Columbia Records                       |
| 1963    | You Better Know It!!!                                          | Clark Terry, Ben Webster, Hank Jones, Milt Hinton, Osie Johnson                                    | Impulse! Records                       |
| 1988    | Mostly Blues                                                   | | Jazz Heritage Society                  |
| 1991    | Live at the Blue Note                                          | se starými přáteli včetně trombonisty Ala Greye                                                    | Columbia Records                       |

Kompilace
| Rok   | Album                    | Poznámky                                 | Vydavatelství |
| ----- | ------------------------ | ---------------------------------------- | ------------- |
| 39–56 | Greatest Hits            | Výběr z výše uvedených nahrávek          | RCA Victor    |
| 42–63 | Hamp!                    | -                                        | GRP/Decca     |
| 37–63 | The Lionel Hampton Story | Výběr z výše uvedených nahrávek a období | Proper        |

## Filmografie
| Rok  | Film                            | Role     | Režisér            | Žánr            |
| ---- | ------------------------------- | -------- | ------------------ | --------------- |
| 1933 | Dívka bez místnosti             | sám sebe | Ralph Murphy       | Komedie         |
| 1936 | Penny z nebe                    | sám sebe | Norman Z. McLeod   | Komedie/Muzikál |
| 1937 | Hotel Hollywood                 | sám sebe | Busby Berkeley     | Muzikál/Romance |
| 1938 | For Auld Lang Syne              | sám sebe | ?                  | Dokument        |
| 1948 | Zrodila se píseň                | sám sebe | Howard Hawks       | Komedie/Muzikál |
| 1949 | Lionel Hampton a jeho orchestr  | sám sebe | Will Cowan         | Hudba           |
| 1955 | Hudba, hudba a jen hudba        | sám sebe | Ernst Matray       | Komedie         |
| 1955 | Příběh Bennyho Goodmana         | sám sebe | Valentine Davies   | Drama           |
| 1957 | Mister Rock and Roll            | sám sebe | Charles S. Dubin   | Drama/Muzikál   |
| 1980 | Ale když ona je Betty Carterová | sám sebe | Michelle Parkerson | Dokument        |